# Mješač zvuka
Mješač zvuka, mješač tona, mikser zvuka (eng. sound mixer) je zanimanje. Dio je snimateljskog i ozvučiteljskog tima.
Tonski snimatelj, mješač tona i tehničar za zvučne efekte blisko su povezana zanimanja.  Čine dio snimateljskog tima. Svima je zajedničko to što snimaju zvuk za sve vrste televizijskih i radijskih emisija, kao i snimanje tona za film ili snimanje glazbenog materijala. U Hrvatskoj poslovi snimatelja tona, mješača tona i tehničara za zvučne efekte nisu striktno odijeljeni, pa u mnogim ustanovama pojedinci obavljaju sva tri posla. Godinama rada svatko u timu svatko postaje bolji i ostali srodni poslovi sve su mu shvatljiviji. Stoga nakon višegodišnjeg iskustva pojedince se može promaknuti u ton majstore.
Nakon što snimatelj tona obavi svoj dio posla, slijedi uloga mješača tona. Osobito je važna ako se u procesu snimanja obuhvati mnogo ulaznih zvukova, poput pjevačkog zbora, govornika, zvučne pozadine i slične. Sve ih se zasebno snima i potom kombinira u skladnu cjelinu, što radi mješač tona (mikser zvuka, sound mixer).
Njegova je radna konzola tonsko miješalo. Na njemu stalno ugađa niz regulatora. Regulatori određuju karakteristike pojedinih ulaznih zvukova, poput glasnoće, visine i boje te tako dobiva idealnu završnu izlaznu zvučnu sliku. Zbog toga mora imati dobar i očuvan sluh. Tonski studio ne može funkcionirati bez mješača zvuka.
Obogaćenje zvučne snimke dodatnim zvučnim efektima je zadaća tehničara za zvučne efekte.